# Farkasok völgye, Kárpát-medence
A Farkasok völgye, Kárpát-medence a P. Mobil 2014-ben megjelent, hetedik stúdiólemeze. Eredetileg a Joker Speciál rockmagazin mellékleteként jelent meg, 84 oldalas, csak a zenekarról szóló újság kíséretében, majd később a boltokba is került. Tizenkét vadonatúj dal kapott rajta helyet, bónuszként pedig öt további szám lett a lemez része. Korábban Vírus munkacímen is ismert volt. 2023-ban alternatív borítóval, megváltoztatott dalsorrenddel, bónusz CD-vel újra megjelent, illetve ekkor került kiadásra LP-n is.

## A lemezről
A nyitódal, mely az album címét is adta, a magyarság ezeréves történetét próbálta meg összefoglalni, hosszú felvezető és ugyancsak hosszú levezető résszel. A "Nyomjad, Papa!" az ember szaporodásának menetét leíró dal, melynek címét a P. Mobil egykori billentyűsének, Fogarasi Jánosnak kiabálták fel egy koncert alkalmával. A "Nagyon fáj" szövegének mondanivalója az elmúlás, hogy nagyszüleink, szüleink már lehet, hogy nincsenek velünk, de mindent továbbörökítünk gyerekeinkben és unokáinkban. A "Nem akartam megszületni" egy életigenlő dal, Schuster Lóránt önvallomása, amely betegségének hatására is íródott. Az "Élve vagy halva" magáról a zenekarról szól, a Schuster által belefektetett energiáról és arról, hogy ha meg is halna, most már minden megvolt. Ördög és ember viszonyát boncolgatja "Az ördög tudja", amely kitér arra is, hogy az ördög valaha angyal volt, Isten kedvence. A "Börtönbolygó" témája az állandó félelem, hogy biztonságban kell lennünk, illetve arról, hogy a Föld folyamatosan az emberiség börtönévé kezd válni. A "Vírus leszek" a Magyarországon pusztított vírusjárványokról és a vírusok erejéről szól. A "Ne játszd újra, Sam!" az Egyesült Államok külpolitikáját kritizálja, a "Te és én" pedig egy szándékosan közhelyekből összerakott szerelmi vallomás. A "Szexrabszolga" a szexről és az evés-ivás szabadságáról szól, arról, hogy hadd legyen az ember szabad, és csináljon akkor és azt, amit csak szeretne. A "Tudom, hogy ki vagyok" a lemez turnéjának címadó dala, amely elutasítja azt, hogy megmondják az embernek, milyen legyen, továbbá felszólal a modern kori új szokásokkal szemben is.
A bónuszdalok között a "Gyöngyök és disznók" az első, amely már a Mobileum lemezre elkészült, de Póka Egon utólag letiltatta. A Mobileum 40+ Speciálra már felkerülhetett, de mivel az kis példányszámban jelent csak meg, így újra felvették, és így került rá a lemezre. A második szám, "A csitári hegyek alatt" egy népdal feldolgozása, melyet az amerikai-magyar Ignite együttes is feldolgozott, tulajdonképpen az ő változatuknak a továbbgondolása ez a verzió. A "Nem érzek semmit" Bencsik Sándor első szerzeménye volt a zenekarban, mely korábban csak demófelvételen létezett, míg a "Ha megszólalnál" a P. Box-ban készült, és Bencsik utolsó szerzeménye volt. Az utolsó bónuszdal a "Kétforintos dal" akusztikus verziója, mely Bencsik legnépszerűbb szerzeményeként lett felkonferálva.

## Dallista

### Eredeti kiadás
2014-ben jelent meg, eredetileg a Joker Special magazin mellékleteként, majd egy évvel később a lemezboltokban is. A tizenkét dalon kívül a "Gyöngyök és disznók" újrafelvett változata, az "A csitári hegyek alatt" című népdal- és Ignite-feldolgozás, valamint a "Kétforintos dal" akusztikus verziója mellett Bencsik Sándor első ("Nem érzek semmit") és utolsó ("Ha megszólalnál") szerzeményének feldolgozása kapott helyet.
1. Farkasok völgye, Kárpát-medence
2. Nyomjad, Papa!
3. Nagyon fáj
4. Nem akartam megszületni
5. Élve vagy halva
6. Az ördög tudja
7. Börtönbolygó
8. Vírus leszek
9. Ne játszd újra, Sam!
10. Te és én
11. Szexrabszolga
12. Tudom, hogy ki vagyok
13. Gyöngyök és disznók (a Mobileumról maradt le, újrafelvett)
14. A csitári hegyek alatt (Ignite-feldolgozás, népdal)
15. Nem érzek semmit (Bencsik Sándor első szerzeménye)
16. Ha megszólalnál (Bencsik Sándor utolsó szerzeménye)
17. Kétforintos dal (akusztikus)

### 2023-as kiadás
Schuster Lóránt nem volt maradéktalanul elégedett az eredeti kiadással, az ugyanis akkor készült, amikor betegsége miatt kevésbé tudott odafigyelni az előkészületekre. Ezért 2023-ban a teljes lemez átfogó felülvizsgálatra került: a hanganyag újra lett maszterelve. A kiadvány teljesen új borítót kapott (melyet Havancsák Gyula készített), és a dalok sorrendje is átalakításra került. Emellett egy második CD-t is kapott a kiadvány, melyre addig nem hallott dalok is felkerültek. Ezzel egy időben megjelent a lemez dupla bakeliten is.

#### CD1
1. Farkasok völgye, Kárpát-medence
2. Az ördög tudja
3. Vírus leszek
4. Nem akartam megszületni
5. Nagyon fáj
6. Ne játszd újra, Sam
7. Élve vagy halva
8. Te és én
9. Börtönbolygó
10. Szexrabszolga
11. Nyomjad, Papa!
12. Tudom, hogy ki vagyok

#### CD2
1. Élve vagy halva (alternatív változat)
2. Gyöngyök és disznók
3. Kétforintos dal (akusztikus)
4. Farkasok völgye, Kárpát-medence (alternatív változat, Papp Gyulával felvéve)
5. Nyomjad, Papa! (alternatív változat, Papp Gyulával felvéve)
6. Nagyon fáj (alternatív változat, Papp Gyulával felvéve)
7. Nem érzek semmit
8. Ha megszólalnál
9. XV. Magyar Rapszódia

## Kiadásai
- 2014 – CD, a Joker Speciál mellékleteként
- 2015 – CD, második kiadás, bolti verzió, keménytokos
- 2023 – dupla CD, dupla LP, új borítóval

## Közreműködtek
- Baranyi László – ének
- Tarnai Dániel – basszusgitár, vokál
- Sárvári Vilmos – gitár, vokál
- Schuster Lóránt – zenekarvezető, szövegíró, vokál, próza
- Szebelédi Zsolt – dob, gitár, ének, vokál
- Szabó Péter – orgona, zongora, szintetizátor, vokál